# Người Mỹ gốc Estonia
Người Mỹ gốc Estonia (tiếng Anh: Estonian Americans, tiếng Estonia: Ameerika eestlased) là người Mỹ có tổ tiên từ người Estonia, chủ yếu là hậu duệ của những người đã rời Estonia trước đây và đặc biệt là trong Chiến tranh thế giới thứ hai. Theo Khảo sát cộng đồng Mỹ năm 2013, có hơn 27.000 người Mỹ gốc Estonia hoàn toàn hoặc một phần, tăng từ 26,762 trong năm 1990.